# Pit Of Saron
A Pit Of Saron egy magyar heavy metal, alternatív metál együttes. 2011-ben alakult Debrecenben, eredetileg metalcore, és hardcore stílust övezte. Első albumuk 2015-ben jelent meg "Oblivion" címmel, majd ezt követően 2016-ban kiadták a "The Emptiness" és a "Rage and Me" majd 2019-ben, és 2020-ban egy három-háromszámos kislemezt adtak ki. Illetve 2023. április 26.-án megjelent az "Újra" kislemezük. Nem csak Magyarországon koncerteztek, hanem eljutottak többek között Bulgáriába, Szlovákiába, Boszniába, Szerbiába, Horvátországba, Romániába. Ezen kívül a jelenlegi énekes rendelkezik egy YouTube csatornával, The Raven Croaks néven.

## Albumok
- "Oblivion" (2015)
- "The Emptiness" (2016)
- "Rage and Me" (2016)
- "Újra" (2023)
- "A Király Új Ruhája" (2024)

## Jelenlegi tagok
- Alexa András - ének (2011-2018; 2021-)
- Bota Ákos - ritmusgitár, háttérvokál (2011-)
- Hegyes Gergő - szólógitár (2011-)
- Szabó Attila - basszusgitár (2011-)
- Szabó Máté - dobok (2011-)

## Korábbi tagok
- Kiss Ádám (2018 - 2021)